# Allevard
Allevard, cũng gọi là Allevard-les-Bains là một xã thuộc tỉnh Isère, vùng Rhône-Alpes đông nam nước Pháp. Xã này nằm ở khu vực có độ cao từ 399-2749 mét trên mực nước biển.